# Мартон Естерхази
Мартон Естерхази (мађ. Esterházy Márton; Боњхад, 9. април 1956) био је професионални фудбалер који играо на позицији нападача за мађарске прволигашке клубове Будафок, Ференцварош, Хонвед затим за грчке клубове АЕК и  Панатинаикос и  био је  мађарски фудбалски репрезентативац. Учествовао је на светском првенству у фудбалу 1986. године где је Мађарска елиминисана у групној фази.
Потомак је аристократске породице Естерхази. На челу је мађарског комитета за футсал, а у фебруару 2007. постао је контролор УЕФА.

## Каријера

### Клуб
Естерхази је играо за Будафок, Ференцварош и Хонвед, док га није купио АЕК из Атине. У АЕК-у није требало дуго да импресионира, поред Томаса Мавроса и Хокана Сандберга су средином 80-их компоновали тадашњу АЕКову „магичну” тројку.
У децембру 1986, пошто је његов учинак почео да опада, напустио је АЕК и придружио се Панатинаикосу. Играо је за „зелене” 1,5 годину, али без већег успеха. Затим се преселио у Аустрију да игра за Касино Салцсбург, а 1989. прешао је у Швајцарску и играо у Шенои и Булеу. Каријеру је завршио у Вајсенбаху.

### Репрезентација
Постигао је 11 голова за репрезентацију Мађарске, и био је учесник Светског првенства у фудбалу 1986. у Мексику, где Мађарска није успела да напредује из групне фазе. Естерхази је постигао први гол у победи од 2 : 0 против Канаде.

## Достигнућа
- Првенство Мађарске
  - шампион:1979/80, 1983/84 и 1984/85
- Куп Мађарске у фудбалу (MNK)
  - победник: 1978